# 拉布拉多半岛
拉布拉多半岛 （英語：Labrador Peninsula）是加拿大东部的半岛。在哈得孙湾和圣劳伦斯湾之间。面积140万平方公里。人口稀少，约3.4万；除歐裔加拿大人外，有第一民族和因纽特人。半岛东部属于纽芬兰與拉布拉多省拉布拉多地區，西部南部属于魁北克省北魁北克區、北岸区及萨格奈-圣让湖区。大部分为低高原，海拔300-900米。湖泊众多，有“湖泊高原”之称。沿海多峡湾，东岸有拉布拉多寒流经过，气候冷湿。通戈山脈（Torngat Mountains）的卡布維克峰是半島的最高點。